# 卜大中
卜大中（1948年4月11日—），臺灣新聞工作者，國立政治大學外交系學士、國立政治大學東亞研究所碩士、美國維吉尼亞大學碩士。

## 生平
曾任《中國時報》資料中心主任、《中國時報》大陸中心主任、《中國時報》副總主筆、《時報雜誌》（《時報周刊》前身）總編輯、《美洲中國時報》副總編輯、《時報周刊》副董事長、《中國時報》駐美西特派記者、傳訊電視中天頻道專題報導節目《台灣縱橫》主持人、傳訊電視中天頻道論壇節目《老卜碴館》主持人、環球電視論壇節目《各領風騷》主持人。曾為《台灣蘋果日報》總主筆。
卜大中自稱雜學家，其在文筆風格上喜用嘲諷與情色暗喻，以「內行人眼中的媒體人渣、外行人眼中的媒體畜生」自嘲，在政論立場上偏向綠營並極端親美。
2007年4月26日至2008年1月15日，卜大中與司馬文武（江春男）在《香港蘋果日報》連載專欄〈台灣風景線〉；2008年1月23日至2012年11月21日，〈台灣風景線〉由卜大中單獨執筆。
2007年7月25日，卜大中在《香港蘋果日報》專欄〈台灣風景線〉發表〈台灣的戒嚴與解嚴〉一文，同時諷刺中國國民黨與民主進步黨：「回顧以往和現在，對於戒嚴、解嚴，兩黨都沒有嚴謹深刻的研究、討論和論文出版，都在消費這個話題，打口水戰，只圖有利於自己的大選，非常可惜。……解嚴後的台灣，釋放出人民無比的創造力和自由的熱情；可惜政黨卻比解嚴前退步，只知玩權，沒有深化民主的水平和誠意，令人扼腕。」

## 著作
- 《麻辣台灣》
- 《火眼金睛集》
- 《戀愛卜一卜》
- 《性、自戀、身分證》
- 《五百玩人》
- 《從中國到世界》
- 《中華民國的戰略外交與安全》

### 翻譯
- 《第八類接觸》
- 《孫中山：未完成的革命》

## 外部連結
- 卜大中 Facebook